# Eagle River (Michigan)
Pour les articles homonymes, voir Eagle River.
Eagle River (qui signifie «  rivière de l'Aigle ») est une communauté non-incorporée qui abrite le siège du comté de Keweenaw dans l'État du Michigan.